# Léon Huber
Charles Léon Huber, connu comme Léon Huber (Paris, 1858 - 1928), est un goguettier, philanthrope et artiste peintre français et montmartrois qui fit de la peinture représentant des chats sa spécialité.

## Biographie

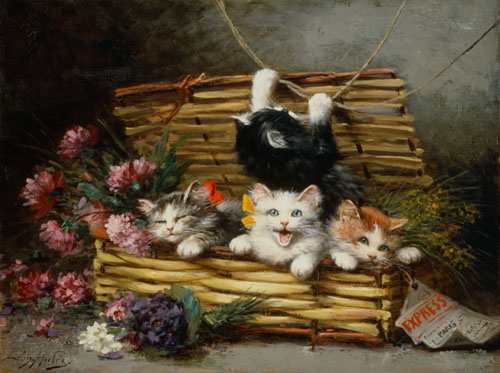
Un panier plein de chats, peinture de Léon Huber.

Né dans l'ancien 2e arrondissement de Paris, il étudie à l'École nationale supérieure des beaux-arts de Paris.
Il se spécialise dans la figuration réaliste et décorative des chats.
À partir de 1887, il participe régulièrement au Salon des artistes français.
Au nombre des œuvres qu'il expose, en 1899, le combat d'un matou contre un homard, en 1900, une nichée de chats « Dans la Marmite », en 1901, « La Famille Turbulente », 1902, « La Pêche improvisée », 1903, « La Débâcle » Mention Honorable décernée par le Jury du Salon, 1904, « Hallali », une troupe de chats courant la souris, 1905, « Pincé », etc.
Bon vivant, il est membre de la goguette du Cornet au moins dès février 1906. Il chante et comme Ingres joue du violon pour son plaisir. Fait œuvre sociale en son atelier de la rue Cauchois, à la porte duquel tous les matins s'aligne une queue de nécessiteux. Il les aide matériellement et moralement : leur offre la soupe et les écoute. Léon Huber aide aussi, y compris à l'occasion par un don financier, les jeunes artistes peintres débutants qu'il reçoit et conseille.
Il est distingué par de nombreuses récompenses : officier d'Académie, prix du ministre des Beaux-Arts, prix d'honneur de l'exposition de Versailles, seconde puis première médaille d'argent en 1903 à l'exposition de Charenton, diplôme de hors-concours décerné en 1903 à l'exposition de Limoges. Il est fait chevalier du Nicham Iftikar par le bey de Tunis en février 1906.
Il meurt en 1928.
Les reproductions de ses œuvres continuent à avoir du succès auprès des amis des chats et se vendent toujours dans le commerce.

## Source
- Biographie de Charles Huber par Félix Courtois, parue dans Le Cornet, juin 1908, page 2.